# Pirottaea
Pirottaea is een geslacht van schimmels uit de familie Ploettnerulaceae. De typesoort is Pirottaea veneta.

## Soorten
Volgens Index Fungorum telt het geslacht 48 soorten (peildatum maart 2022):
| Soortnaam                                  | Auteur(s)                      | Publicatiejaar |
| ------------------------------------------ | ------------------------------ | -------------- |
| Pirottaea absinthiicola                    | Nannf.                         | 1985           |
| Pirottaea aconiti                          | Petr.                          | 1940           |
| Pirottaea adenostylidis                    | Nannf.                         | 1985           |
| Pirottaea astragali                        | Nannf.                         | 1985           |
| Pirottaea aterrima                         | Lasch ex Sacc.                 | 1889           |
| Pirottaea atrofusca                        | Chleb. & Chlebická             | 2007           |
| Pirottaea bavarica                         | Kirschst.                      | 1941           |
| Pirottaea bresadolae                       | Sacc.                          | 1882           |
| Pirottaea brevipila (Kortharig kommetje)   | (Roberge ex Desm.) J. Schröt.  | 1893           |
| Pirottaea bromeliacearum                   | Rick                           | 1932           |
| Pirottaea caesiella                        | (Bres.) Nannf.                 | 1932           |
| Pirottaea corvina                          | (Pers.) Sacc.                  | 1889           |
| Pirottaea dubia                            | Ade                            | 1929           |
| Pirottaea exilispora                       | Graddon                        | 1977           |
| Pirottaea falcata                          | P.R. Johnst.                   | 1998           |
| Pirottaea fraxini                          | Velen.                         | 1934           |
| Pirottaea frondicola                       | (Ellis & Everh.) Sacc.         | 1889           |
| Pirottaea gallica                          | Sacc.                          | 1880           |
| Pirottaea geraniicola                      | Nannf.                         | 1932           |
| Pirottaea glaucoviridis                    | Vacek                          | 1950           |
| Pirottaea helvetica                        | Arx                            | 1950           |
| Pirottaea hydrangeae                       | (Schwein.) Sacc.               | 1889           |
| Pirottaea imbricata                        | Nannf.                         | 1985           |
| Pirottaea inopinata                        | Nannf.                         | 1985           |
| Pirottaea intercedens                      | Nannf.                         | 1985           |
| Pirottaea lamii                            | Nannf.                         | 1985           |
| Pirottaea longipila                        | Feltgen                        | 1903           |
| Pirottaea lychnidis                        | (Desm. ex Sacc.) Chlebická     | 2011           |
| Pirottaea malvae                           | (Fautrey) Nannf.               | 1932           |
| Pirottaea microspora                       | Sacc., E. Bommer & M. Rousseau | 1890           |
| Pirottaea mimatensis                       | Pass. & Roum.                  | 1885           |
| Pirottaea nigrostriata (Bruinhaarkommetje) | Graddon                        | 1967           |
| Pirottaea paupercula                       | Nannf.                         | 1985           |
| Pirottaea persica                          | Petr.                          | 1940           |
| Pirottaea pilosissima                      | Nannf.                         | 1985           |
| Pirottaea plantaginis                      | Graddon                        | 1990           |
| Pirottaea saxonica                         | Nannf.                         | 1985           |
| Pirottaea scabiosicola                     | Petr.                          | 1947           |
| Pirottaea scruposa                         | Velen.                         | 1934           |
| Pirottaea senecionis                       | (Cooke & W. Phillips) Nannf.   | 1932           |
| Pirottaea strigosa                         | (P. Karst.) Sacc.              | 1889           |
| Pirottaea symphyti (Smeerwortelkommetje)   | Nannf.                         | 1985           |
| Pirottaea tentaculata                      | (Wallr.) Sacc.                 | 1889           |
| Pirottaea trichostoma                      | (Kirschst.) E. Müll. & Arx     | 1955           |
| Pirottaea uliginosa                        | P. Karst.                      | 1893           |
| Pirottaea veneta                           | Sacc. & Speg.                  | 1878           |
| Pirottaea versicolor                       | Penz. & Sacc.                  | 1902           |
| Pirottaea yakutatiana                      | Sacc.                          | 1904           |